# Hanuman Singh
Hanuman Singh je bivši indijski košarkaš. Nastupao je za Indiju na brojnim međunarodnim natjecanjima, kao što su Azijske igre, Igre Commonwealtha i Olimpijske igre 1980.
Za svoje doprinose Indiji u ovom športu je 1975. dobio nagradu Arjuna. 
Rodio se u državi 1950. u okrugu Nagaur u Radžastanu. Studirao je u vojnoj školi u Ajmeru, u indijskoj saveznoj državi Radžastanu. 
Igrao je za Indian Railways u nacionalnim natjecanjima.